# Когнітивна графіка
Когніти́вна гра́фіка — сукупність прийомів і методів образного представлення умов завдання, яка дозволяє унаочнити розв'язок, чи отримати підказку його знаходження.
Методи когнітивної графіки застосовуються у штучному інтелекті, у системах, що перетворюють текстові описи завдань на образи, і при генерації текстових описів картин, що виникають у вхідних і вихідних блоках інтелектуальних систем, а також у людино-машинних системах, призначених для вирішення складних, погано  формалізованих, завдань.
Д. Поспєлов сформулював три основні завдання когнітивної комп'ютерної графіки:
1. створення таких моделей подання знань, що мали б змогу одноманітно подавали б як об'єкти, характерні для логічного мислення, так і образи-картини, якими оперує образне мислення
2. візуалізація того людського знання, для якого доки неможливо підібрати текстові описи
3. пошук шляхів переходу від спостережуваних образів-картин до формулювання деякої гіпотези про ті механізми і процеси, що приховані за динамікою картин, що спостерігаються.

Система лінійних рівнянь
{\displaystyle {\begin{cases}x+2y=8\\3x-2y=32\end{cases}}}
, наприклад, може бути вирішена без залучення математичного апарату. Введемо систему координат і побудуємо два графіки виразів, що входять в систему. Розв'язок системи – точка перетину прямих.